# Raoul Lambert
Raoul Lambert (Brugge, 1944. október 22. –) belga válogatott labdarúgó.

## Fordítás
- Ez a szócikk részben vagy egészben  a   Raoul Lambert című angol Wikipédia-szócikk fordításán alapul.  Az eredeti cikk szerkesztőit annak laptörténete sorolja fel. Ez a jelzés csupán a megfogalmazás eredetét és a szerzői jogokat jelzi, nem szolgál a cikkben szereplő információk forrásmegjelöléseként.